# Nerax portoricensis
Nerax portoricensis là một loài ruồi trong họ Asilidae. Loài này được miêu tả năm 1919 bởi Hine và chủ yếu phân bố ở vùng Tân nhiệt đới.